# Krasni Partizan
Krasni Partizan - Красный Партизан (rus) - és un khútor del krai de Krasnodar, a Rússia. Es troba a les terres baixes de Kuban-Azov, a la vora esquerra del riu Txelbas, davant de Prígorodni, a 14 km al sud de Tikhoretsk i a 122 km al nord-est de Krasnodar.
Pertany al municipi d'Alekséievskaia.